# 9003大楼

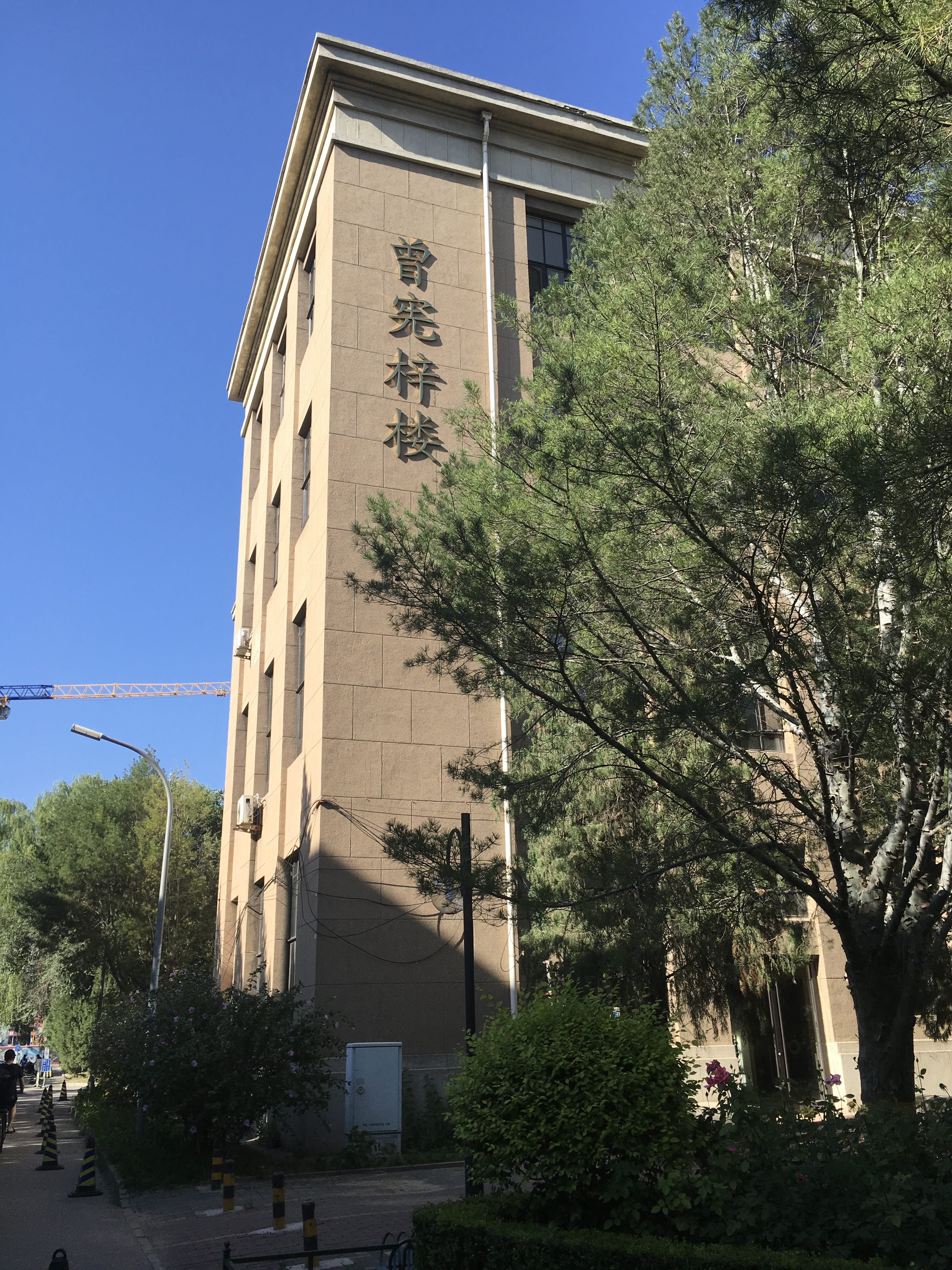
清華大學曾憲梓樓

9003大楼是清華大學精密儀器系的系館，位於清華校園東區，建於1965年，由費麟設計，建築面積16350平方公尺，四層樓高。2012年，香港金利來集團有限公司董事局主席曾憲梓捐贈2,000萬港元給9003大樓翻新，支持精儀系的發展，於是清華決定將9003大樓冠名「曾憲梓樓」。

## 保護
2007年，9003大楼被北京市文物局列為第一批北京优秀近现代建筑保护名录。